# César et Capucine
César et Capucine est une série d'animation de 52 épisodes de 8 minutes (une saison) réalisée par Marc Boréal, créée par le dessinateur Tébo, produite par Futurikon et diffusée à la rentrée 2015 sur France 5 dans l'émission Zouzous.
Série didactique vivant à faire accepter les tâches quotidiennes aux enfants de 4 à 6 ans, elle a été qualifiée de « bon moyen de faire comprendre aux enfants que les messages des adultes ne sont pas des contraintes pour les embêter ».
Le dessinateur Tébo a adapté la série animée en livre jeunesse en mai 2017 pour les éditions Bamboo, quelques mois après le lancement de la production d'une nouvelle saison.

## Résumé
César et Capucine sont un frère et une sœur de cinq et quatre ans porté par un amour commun des jeux malgré des caractères opposés. Confronté à différents ordres de la part des adultes, ils s'échappent dans un monde magique empli d'animaux fantastiques qui les aident à accepter les contraintes de la vie quotidienne.

## Épisodes

### Saison 1
1. On ne veut pas mettre nos casques (ça nous fait une tête de mérou)
2. On ne veut pas prendre nos médicaments (car ils ont un goût de poireaux)
3. On veut des histoires qui font peur (on n'est plus des bébés)
4. On ne veut pas sortir la poubelle (ça sent les couches de Rose)
5. On ne veut pas mettre nos chaussures neuves (ça nous étouffe les pieds)
6. On veut sauter sur le canapé (faire n'importe quoi, c'est chouette)
7. On ne veut pas prêter nos affaires (elles sont qu'à nous)
8. On veut continuer à faire couler l'eau de notre bain (C'est plus rigolo avec plein d'eau)
9. On ne veut pas rester dans notre lit le matin (on n'a plus sommeil)
10. On ne veut pas ranger notre chambre (ça ne sert à rien, on va tout ressortir)
11. On ne veut pas brosser nos dents (le dentifrice à la menthe, ça picote la bouche)
12. On veut manger nos glaces avant le repas (on n'a pas envie d'attendre le dessert)
13. On ne veut pas faire doucement (on préfère tout faire tomber)
14. On ne veut pas mettre nos bouées (on n'en a pas besoin)
15. On veut toucher à l'ordinateur de notre papa (nous aussi on a du travail important à faire)
16. On veut faire la cuisine tout seuls (c'est super fastoche)
17. On ne veut pas aller chez le coiffeur (après on a des têtes trop bizarres)
18. On veut faire de la musique avec nos casseroles (ça fait des sons trop rigolos)
19. On veut se faire des montagnes de tartines au chocolat (c'est trop bon)
20. On ne veut pas faire notre dessin pour Mamouna (on ne sait pas quoi dessiner)
21. On veut laisser notre lumière allumée (on ne sait pas ce qu'il y a dans le noir)
22. On veut pas donner notre main dans la rue (on sait marcher tout seuls)
23. On ne veut pas mettre notre capuche quand il pleut (parce que ça nous gêne, on n'y voit plus rien)
24. On veut emporter tous nos jouets (on aura besoin de tout ça)
25. On veut rapporter nos escargots dans la maison (parce qu'ils vont avoir froid dehors)
26. On ne veut pas aller faire pipi (ça prend trop de temps)
27. On veut pas débarrasser la table (car ce ne sont pas nos assiettes)
28. On veut s'occuper de Rose (on sait très bien le faire)
29. On ne veut pas sourire sur la photo (parce que ça nous fait des têtes de nouilles)
30. On veut dormir dans notre cabane (c'est plus rigolo que dans notre lit)
31. On veut jouer avec le maquillage de maman (parce que nous, on n'en a pas)
32. On ne veut pas jouer avec ce cadeau (on voulait autre chose)
33. On veut pas jouer avec Rose dans son parc (on veut jouer dehors)
34. On ne peut pas aller se promener (on préfère rester couchés par terre)
35. On veut avoir un chiot (parce que c'est trop mignon)
36. On ne veut pas écouter les explications (on a déjà tout compris)
37. On veut conduire la voiture de papa et maman (on sait faire du vélo, c'est pareil)
38. On ne veut pas que Mamouna nous garde (elle nous fait manger des trucs bizarres)
39. On ne veut pas que Mamouna nous garde (elle ne comprend rien à ce qu'on dit)
40. On ne veut pas que Mamouna nous garde (elle nous fait jouer à des jeux trop compliqués)
41. On veut que maman s'occupe de nous tout le temps (on ne veut rien faire tout seuls)
42. On veut faire des dessins dans la poussière (ça fait trop beau)
43. On veut encore écouter la même musique (on l'aime toujours)
44. On ne veut pas dire la vérité (c'est trop compliqué à expliquer)
45. On ne veut pas dire la vérité (c'est trop compliqué à expliquer)
46. On ne veut pas mettre notre serviette (c'est pas la peine, on ne va pas se tacher)
47. On veut des cadeaux de Noël tous les jours (parce que ça nous fait trop plaisir)
48. On veut grimper aux arbres (pour récupérer notre ballon)
49. On veut dessiner sur les murs (une feuille c'est trop petit)
50. On veut garder nos déguisements pour dormir (au moins les chapeaux)
51. On veut cueillir toutes les fleurs du jardin (pour offrir un vrai bouquet à Maman)
52. On veut manger avec les doigts (les couverts ça sert à rien, on a déjà nos mains)

### Saison 2
1. On ne veut pas aller se coucher (il fait encore jour)
2. On ne veut pas laisser Rose monter sur la balançoire (on s'amuse trop bien)
3. On ne veut pas mettre un pansement (ça fait trop mal quand on l'enlève)
4. On ne veut pas réciter notre poème à Papa (on est timide)
5. On ne veut pas répéter plein de fois la même chose (on apprend tout du premier coup nous)
6. On veut aller à la piscine tout de suite (on n'aime pas attendre)
7. On veut être grands comme Papa et Maman (pour pouvoir faire ce qu'on veut)
8. On veut faire des blagues (nous ça nous fait rigoler)
9. On veut garder nos vêtements préférés (les nouveaux ils sont nuls)
10. On veut grignoter sur le canapé (ça ne nous gêne pas, les miettes)
11. On veut jouer avec le journal de Papa (on ne va pas l'abîmer)
12. On veut manger la pâte à gâteau crue (nous on n'a jamais mal au ventre)
13. On veut que Maman cherche notre jeu de 7 familles (nous on ne le trouve pas)
14. On veut se couper les cheveux tout seul (on sait très bien le faire)

## Livre jeunesse
- Tébo, César et Capucine, Bamboo, coll. « Bamboo jeunesse » :

1. On ne veut pas faire la sieste !, 2017  (ISBN 9782818941478).
2. On ne veut pas ranger la chambre, 2017  (ISBN 9782818941485).